# اچ‌ام‌سی‌اس آلگوما (کی۱۲۷)
اچ‌ام‌سی‌اس آلگوما (کی۱۲۷) (به انگلیسی: HMCS Algoma (K127)) یک کشتی بود که طول آن ۲۰۵ فوت (۶۲٫۴۸ متر) بود. این کشتی در سال ۱۹۴۱ ساخته شد.